# Benoni d'Aubert
Benoni d'Aubert, född den 4 augusti 1768 i Köpenhamn, död den 21 april 1832 i Kristiania, var en norsk militär, son till François Jacques Xavier d'Aubert, far till Ludvig Cæsar Martin, Otto Gilbert David och Emil Aubert. 
Redan som ung ingenjörofficer deltog han i den uppmätning av Norges kuster, som sedan länge låg till grund för de över dem utgivna kartorna. Han blev 1815 chef för ingenjörbrigaden, 1818 generalmajor och var därjämte även, under en följd av år, chef för Norges topografiska uppmätning.